# Archytas rufiventris
Archytas rufiventris là một loài ruồi trong họ Tachinidae.